# État kachin
L'État Kachin (Jingphaw Mungdaw, birman : ကချင်ပြည်နယ်) est la plus septentrionale des subdivisions du Myanmar (Birmanie). Il est frontalier de la Chine au Nord et à l'Est, de l'État Shan au Sud et de la région de Sagaing et de l'Inde à l'Ouest. Il se situe entre 23° 27' et 28° 25' de latitude nord et 96° 0' et 98° 44' de longitude est. Sa superficie est de 89 041 km2. Sa capitale est Myitkyina. L'autre ville importante est Bhamo.

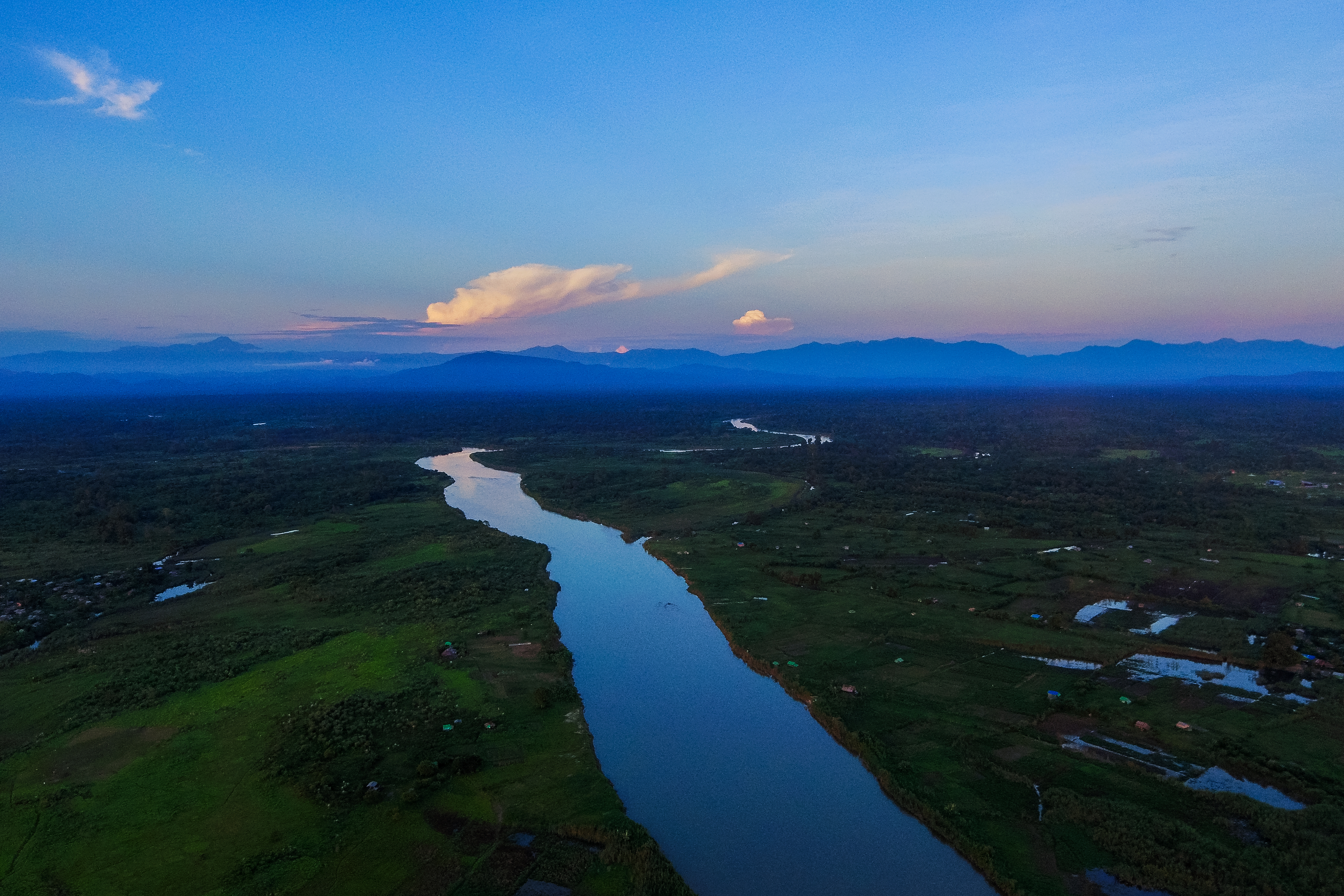
Vallée de Hukaung, État de Kachin

Dans l'État Kachin se trouve la plus haute montagne de Birmanie, le Hkakabo Razi (5 889 m), formant la pointe sud de l'Himalaya, et le plus grand lac d'Asie du Sud-Est, le lac Indawgyi.

## Géographie
L'État est divisé en trois districts, le district de Bhamo dont le chef-lieu est Bhamo, le district de Myitkyina dont le chef-lieu est Myitkyina, également capitale de l'État, et enfin, le plus grand au Nord, le district de Putao dont le chef-lieu est Putao.
Deux grands fleuves le traversent, le N'Mai, prenant sa source au Nord, dans la région autonome du Tibet, en Chine, et le Mali, dont la source est située sur l'État.

## Population
Les 1,2 million d'habitants sont d'ethnie kachin (ou jingpo), rawang, lisu, zaiwa, lawngwaw, lachyit et naga. L'État abrite aussi des Birmans et des Shans. Le dernier recensement remonte à plus d'un siècle. Le gouvernement affirme que les bouddhistes sont 57,8 % et les chrétiens 36,4 % (le reste étant musulman ou hindouiste : les animistes sont habituellement comptés parmi les bouddhistes). La langue véhiculaire est le kachin ou jinghpo, transcrite en alphabet latin.

## Économie
Elle est surtout agricole. Les principaux produits sont le riz et la canne à sucre. Il existe des mines d'or et de jade qui sont exploitées par des compagnies chinoises.

## Éducation
| No. | District  | Municipalité | École élémentaire | École secondaire | Collèges | Total |
| --- | --------- | ------------ | ----------------- | ---------------- | -------- | ----- |
| 1   | Myitkyina | Myitkyina    | 135               | 13               | 10       | 158   |
| 2   | Bhamo     | Bhamo        | 73                | 8                | 4        | 85    |

| No. | District  | Municipalité | Université | Degree College | College | Total |
| --- | --------- | ------------ | ---------- | -------------- | ------- | ----- |
| 1   | Myitkyina | Myitkyina    | 1          | 2              | 1       | 4     |
| 2   | Bhamo     | Bhamo        | 0          | 3              | 0       | 3     |

Détails :
- 1. Myitkyina University
- 2. Myitkyina Education College
- 3. Myitkyina Government Technical College
- 4. Myitkyina Government Computer College
- 5. Bhamo Degree College
- 6. Bhamo Government Computer College
- 7. Bhamo Degree Technical College

## Santé
| No. | District  | Municipalité | Hôpital spécialisé | Hôpital général | Hôpital <100 lits | Total |
| --- | --------- | ------------ | ------------------ | --------------- | ----------------- | ----- |
| 1   | Myitkyina | Myitkyina    | 1                  | 1               | 2                 | 4     |
| 2   | Bhamo     | Bhamo        | 0                  | 1               | 1                 | 2     |

## Histoire
Sous le général Aung San, le gouvernement birman passa un accord avec les Chins, les Kachins et les Shans le 12 février 1947 (Accord de Panglong). Cet accord posait en principe une « pleine autonomie interne des zones frontalières » et laissait envisager la création d'un État kachin par l'assemblée constituante. Celui-ci fut formé en 1948 en ajoutant au grand district de Putao ceux de Myitkyina et de Bhamo, séparés de la région de Mandalay.
La frontière avec la Chine ne fut fixée que dans les années 1960 : depuis ses tentatives pour s'en emparer au XVIIIe siècle, la Chine n'avait pas complètement abandonné ses revendications sur la région. Avant l'occupation britannique, elle importait environ 75 % de la production de jadéite de l'État, considérée comme très supérieure à la néphrite chinoise (aujourd'hui, cette proportion atteindrait 98 %).

Drapeau de la KIA

Les troupes kachin représentaient une part importante de l'armée birmane. Avec l'abrogation de la constitution de l'Union birmane par le général Ne Win en 1962, elles s'en retirèrent pour former l'Armée indépendante kachin (KIA), sous contrôle de l'Organisation kachin pour l'indépendance (KIO). De ce fait, l'État Kachin fut virtuellement indépendant du milieu des années 1960 à 1994 (à l'exception des grandes villes et des couloirs ferroviaires). Son économie était basée sur la contrebande, le trafic de jade avec la Chine et l'opium. 
En 1994, une offensive de l'armée birmane permit à celle-ci de prendre le contrôle des mines de jade du KIO, qui dut conclure un cessez-le-feu le 24 février : le KIO pouvait continuer à gouverner la plus grande partie de l'État, mais sous la supervision de l'armée. Cet accord provoqua immédiatement l'éclatement du KIO et de la KIA en multiples factions, et la situation politique est depuis demeurée instable.

## Autres localités
- Mangkyi

## Source
- (en) Cet article est partiellement ou en totalité issu de l’article de Wikipédia en anglais intitulé « Kachin State » (voir la liste des auteurs).